# Killer (juego de rol)
Killer: The Game of Assassination (en español: Killer, juego de rol en vivo) es un juego de rol en vivo derivado de las reglas del juego tradicional conocido como «el juego del asesino». Creado por el diseñador de juegos estadounidense Steve Jackson y publicado por primera vez en 1981 o 1982 por su propia compañía, Steve Jackson Games, Killer es uno de los más antiguos sistemas de reglas oficialmente publicadas para jugar al juego del asesino. En total cuatro ediciones del juego fueron publicadas, la tercera en 1992 y la cuarta en 1998, todas ellas por Steve Jackson Games.

## Procedimiento de juego
El director de juego debe primero formar dos equipos de jugadores y explicarles las reglas, tal y como el manual de Killer las describe. La partida de rol en vivo empieza una vez que se haya fijado una fecha de inicio. A partir de esa fecha los jugadores se abandonan a sus ocupaciones diarias, con la diferencia de que en cualquier momento un jugador del equipo adverso puede «matarles» con uno de los objetos establecidos previamente como «arma» (una pinza de tender la ropa, una pistola de agua, una cuchara etc). En realidad cualquier objeto inofensivo puede bastar para que el director de juego acepte que uno de los jugadores cuente como «asesinado», siempre y cuando dicho objeto haya sido consensuado antes del inicio de la partida. La partida avanza a medida que los jugadores se van encontrando en la ciudad en la que viven (aunque si lo desean pueden buscarse los unos a los otros para ir «asesinándose» progresivamente, que es lo que más oportunidades les dará de ganar la partida) y termina cuando uno de los equipos ha eliminado a todos los jugadores del equipo contrario. El juego del asesino es, pues, un juego concebido para aportar humor y diversión a la rutina cotidiana.

## Traducciones en castellano
En 1991 la segunda edición de Killer fue traducida al castellano por la hoy en día desaparecida editorial barcelonesa Joc Internacional con el título de Killer, juego de rol en vivo.